# Eptesicus bobrinskoi
Eptesicus bobrinskoi là một loài động vật có vú trong họ Dơi muỗi, bộ Dơi. Loài này được Kuzyakin mô tả năm 1935.